# James Dean
James Byron Dean (ur. 8 lutego 1931 w Marion, zm. 30 września 1955 w Cholame) – amerykański aktor filmowy, telewizyjny i teatralny.
Zmarł w wyniku wypadku drogowego. Niedługo po śmierci stał się ikoną popkultury, jak również światowego kina i nonkonformistycznej postawy życiowej, do czego przyczyniła się przede wszystkim rola zbuntowanego nastolatka Jima Starka w filmie Buntownik bez powodu. Pozostałe dwie znaczące produkcje z jego udziałem, Na wschód od Edenu i Olbrzym, chociaż wszystkie powstały w okresie, gdy aktor dopiero zdobywał sławę, umocniły jego status w kulturze masowej, który przypieczętowała nagła śmierć Deana.
Amerykański Instytut Filmowy umieścił go na 18. miejscu na liście największych aktorów wszech czasów (The 50 Greatest American Screen Legends). Pierwsza osoba w historii kinematografii, która otrzymała pośmiertnie nominację do Oscara dla najlepszego aktora, i jedyna, która otrzymała ją dwukrotnie.

## Rodzina i edukacja
Urodził się 8 lutego 1931 w Marion w Indianie. Był synem i jedynym dzieckiem Wintona Deana i Mildred Wilson, którzy pobrali się 26 lipca 1930; ojciec był technikiem dentystycznym w miejscowym szpitalu dla weteranów, a matka pracowała w aptece. Wychowywany był w duchu kwakierskim. Był silnie zżyty z matką, która była „jedyną osobą, która potrafiła zrozumieć Jimmy’ego”. Za jej namową podjął naukę gry na skrzypcach i lekcje stepowania w Marion College of Dance and Theatrical Arts, a także zainteresował się poezją, muzyką i malarstwem. W dzieciństwie cierpiał na rozgległe podskórne wylewy krwi i częste krwotoki z nosa, przez które czasem tracił przytomność.
W 1936 przeniósł się z rodziną do Santa Monica w Kalifornii, gdzie jego ojciec podjął pracę w Sawtelle Veterans’ Administration Hospital. Uczęszczał do przedszkola przy McKinley Elementatory School. Przerwał naukę w związku ze śmiercią matki, która zmarła 14 lipca 1940 po kilkumiesięcznym leczeniu raka macicy. Ojciec, nie potrafiący poradzić sobie z wychowaniem dziewięciolatka, wysłał syna do Fairmount w Indianie, gdzie zamieszkał na farmie u swojego stryjostwa, Ortense i Marcusa Winslowów. Dorastał ze starszą o pięć lat kuzynką, Joan Winslow. Powrócił do nauki w szkole w Fairmount, w której uzyskiwał słabe oceny, z wyjątkiem zajęć sportowych i przedmiotów artystycznych. Interesował się sportem (wykazywał duże umiejętności gimnastyczne, trenował baseball, grał na pozycji strzelca w reprezentacji Fairmont w koszykówce i trenował lekkoatletykę – wziął udział w stanowych mistrzostwach w skoku o tyczce) oraz uczył się gry na klarnecie i perkusji. Zachęcony przez ciotkę, rozwijał także zdolności aktorskie m.in. poprzez recytowanie tekstów na spotkaniach Organizacji na rzecz Wstrzemięźliwości Chrześcijańskiej (ang. Woman’s Christian Temperance Union). Uczęszczał także na zajęcia kółka aktorskiego i występował w przedstawieniach szkolnych, m.in. zagrał główną rolę w sztuce Nasze serca były młode i radosne i wystąpił jako Boris Kolenchow, ekscentryczny nauczyciel tańca baletowego, w spektaklu You Can’t Take It with You George’a Kaufmana i Moss Hart. 13 lutego 1949 reprezentował Fairmount w godzinnej debacie radiowej przeciwko Marion High.
Był typem introwertyka, miał wiele kompleksów. W młodości czuł się wyobcowany w towarzystwie rówieśników, którym próbował zaimponować brawurowymi zachowaniami, np. bujaniem się na szczycie drzew czy chodzeniem po lekko zamarzniętym potoku.  Podczas jednej z zabaw (ćwiczył na trapezie zainstalowanej w stodole wuja) stracił dwa przednie zęby i od tamtej pory nosił protezę zębową. Ze względu na swoją wrażliwość i nieszablonowe zachowanie padał ofiarą docinek ze strony szkolnych kolegów, na co reagował wdawaniem się z nimi w bójki. Pasjonował się niebezpiecznymi rozrywkami, m.in. szybką jazdą motocyklem. W okresie dojrzewania zaprzyjaźnił się ze starszym o 15 lat pastorem metodystów Jamesem DeWeerdem, który m.in. zadbał o rozwój kulturalny Deana (razem słuchali muzyki poważnej i czytali poezję) i rozwinął w nim zainteresowanie walkami byków, wyścigami samochodowymi i teatrem. Według Billy’ego J. Harbina, panoqie przez wiele lat utrzymywalo ze sobą intymne stosunki. Joe i Jay Hyamsowie twierdzili, że Dean był molestowany przez DeWeerda i przeżył z nim pierwsze doświadczenia homoseksualne, zaś sam pastor opisał swoje relacje z przyszłym aktorem jako „zupełnie normalne”. Dean za namową DeWeerda zapisał się do Krajowego Koła Recytatorskiego – w kwietniu 1949 zwyciężył w ogólnostanowym Konkursie Krasomówczym, w którym wygłosił monolog A Madman’s Manuscript z Klubu Pickwicka Charlesa Dickensa, a następnie – reprezentując Indianę – zajął szóste miejsce w ogólnokrajowym konkursie w Longmont.
16 maja 1949 ukończył naukę w szkole średniej, po czym przeniósł się do Santa Monica, gdzie zamieszkał u ojca i macochy, Ethel Case Dean, z którą miał poprawne relacje, choć za nią nie przepadał i spędzał z nią niewiele czasu. Uczył się na Wydziale Sztuk Teatralnym Santa Monica City College i był spikerem w uczelnianym radiu. Uczęszczał także na warsztaty z elektroniki i techniki telewizyjnej. Podjął studia prawnicze i aktorskie na Uniwersytecie Kalifornijskim w Los Angeles (UCLA), przy czym drugi kierunek obrał wbrew woli ojca i macochy. Został przyjęty do bractwa Sigma Nu, w którym był szykanowany przez pozostałych członków. W okresie studiów kontynuował karierę koszykarską i lekkoatletyczną, a także rozpoczął treningi szermierki. W styczniu 1951 przerwał studia na UCLA, aby na poważnie zająć się aktorstwem. Niepewny swoich zdolności, za namową przyjaciela, Williama Basta, zaczął uczęszczać na warsztaty aktorskie Jamesa Whitmore’a.

## Kariera zawodowa
Dołączywszy w czerwcu 1949 do Santa Monica Theater Guild, w którym pracował jako kierownik sceny głównej, otrzymał rolę Charlie’ego Smoocha, nałogowego pijaka, w spektaklu The Romance of Scarlet Gulch, w którym wystąpił pod pseudonimem Byron James. W listopadzie 1950 zagrał Malcolma, starszego syna króla Dunkana, w uczelnianej inscenizacji Makbeta Shakespeare’a, jednak za swój występ zebrał krytyczne recenzje. Następnie dostał rolę w jednoaktywym spektaklu The Land of Heart’s Desire Williama Butlera Yeatsa i został obsadzony w roli młodego mnicha w sztuce Miecz Boży (The Axe of God) Richarda Eshlemana, ale nie doczekał premiery spektaklu, ponieważ w międzyczasie zrezygnował ze studiów w UCLA.
Na ekranie po raz pierwszy pojawił się w 1950 w telewizyjnej reklamie Pepsi. Następnie wcielił się w Jana Ewangelistę w filmie religijnym Wzgórze Numer Jeden (Hill Number One, 1951) zrealizowanym w ramach Telewizyjnego Teatru Ojca Peytona (Father Peyton’s TV Playhouse) w reżyserii Arthura Piersona. Po premierze filmu dziewczęta z jednej z katolickich szkół założyły pierwszy fanklub Deana. Mimo przychylnych recenzji za występ w filmie, nie wzbudził większego zainteresowania w branży filmowej, a reżyserowie obsady odrzucali go m.in. z uwagi na swój niski wzrost, zbyt chłopięcy wygląd i za mocne mrużenie oczu, które było spowodowane dużą wadą wzroku Deana. Ówczesną agentką aktora była Isabel Dreasemer, z której pomocą dostał m.in. niewielką rolę w telewizynej ekranizacji dramatu TKO (1951) realizowanej przez Bigelow Theatre. Pracował jako osoba wprowadzająca gości w CBS, ale stracił posadę po tygodniu pracy. Następnie podjął pracę jako parkingowy w Ted’s Auto Park w pobliżu CBS Studios, jednak porzucił tę pracę po około tygodniu.
Podczas pracy na parkingu poznał Rogersa Bracketta, reżysera radiowego, który zaangażował go do serialu radiowym CBS Alias Jane Doe (1951); zagrał w czterech odcinkach). Następnie przyjął propozycję Bracketta dotyczącą pomocy w rozwinięciu kariery i znalezieniu lokum – zamieszkali razem w domu Bracketta przy Sunset Plaza i pozostawali ze sobą w nieformalnym związku. W późniejszych latach umniejszał wpływ Bracketta na rozwój swojej kariery, chcąc uciszyć plotki o łączącej ich homoseksualnej zażyłości. W tym czasie był związany także z Beverly Wills, a dzięki znajomościom zdobytym na przyjęciach u jej matki, aktorki Joan Davis, dostał kilka drobnych ról w produkcjach radiowych i telewizyjnych. Statystował m.in. w filmach: Bagnet na broń (Fixed Bayonets, 1951), Marynarzu, strzeż się (Sailor Beware, 1952) i Has Anybody Seen My Gal? (1952). W tym okresie nauczył się rzucać lassem i jazdy konno.
W październiku 1951, z pomocą Bracketta, przeniósł się do Nowego Jorku. Podjął naukę muzyki u Leonarda Rosenmana, gry na flecie barytonowym u Aleca Wildera (który stał się także kolejnym mentorem Deana) i fotografii u Roya Schatta, poza tym wykazywał umiejętności do rzeźbiarstwa i brał lekcje pantomimy. Mierząc się z kryzysem finansowym i brakiem propozycji aktorskich, dorabiał, sprzątając chodniki. Po interwencji Bracketta nawiązał współpracę menedżerską z Madisonem Musserem, a jakiś czas później dołączył do Louis Shurr Agency, w której jego menedżerami byli, kolejno: Archer King i Jane Deacy. W tym okresie był asystentem aktora Dicka Van Pattena. Zagrał w telewizyjnych spektaklach dla CBS: The Web, The Thousand Horses Singing (w Studio One) i The Foggy, Foggy Dew (w Lux Video Theater) oraz pracował jako statysta-tester przy produkcji teleturnieju Beat the Clock i został zatrudniony w ekipie technicznej programu Hallmark Hall of Fame, a w 1952 zagrał w jednym z odcinków tej produkcji (The Forgotten Children). W maju tego samego roku wystąpił w dwóch produkcjach poświęconych Abrahamowi Lincolnowi: w słuchowisku radiowym Prologue to Glory i spektaklu telewizyjnym Abraham Lincoln, a także wziął udział w przesłuchaniach do szkoły aktorskiej Actors Studio, do której został przyjęty w lipcu 1952. Dumny z przynależności do tej szkoły, w liście do rodziny napisał: „To najlepsza szkoła aktorska, jest tu kilku wspaniałych ludzi, takich jak Marlon Brando, Julie Harris, Arthur Kennedy, Mildred Dunnock. Niewielu może się tu dostać. To jedna z najlepszych rzeczy, jaka może przytrafić się aktorowi. Jestem jedną z najmłodszych przyjętych osób”. Również w 1952 zagrał w jednym z odcinków serialu Suspense.

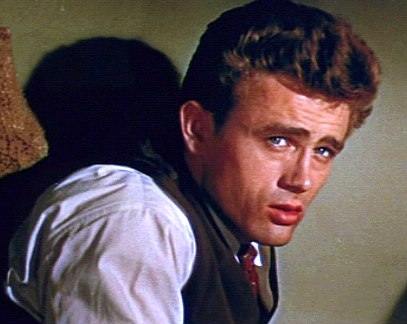
James Dean w Na wschód od Edenu (1955)

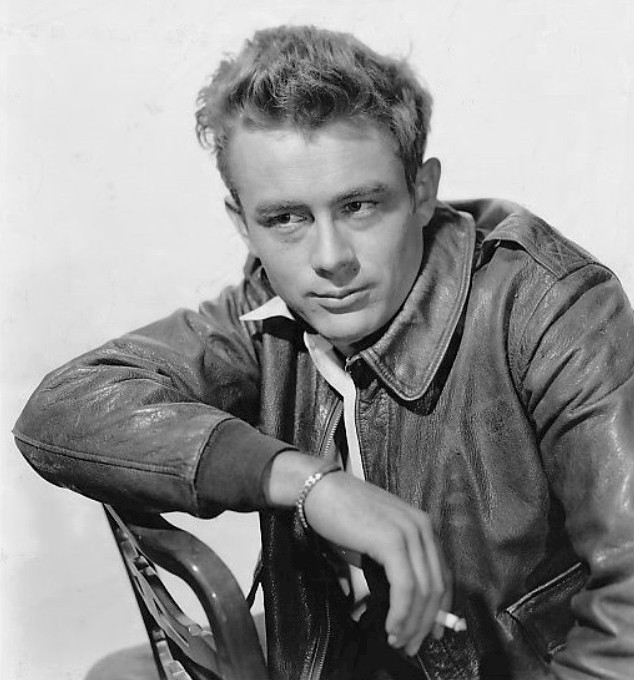
James Dean w The Unlighted Road (1955)

Dostrzeżony przez Lemuela Ayersa, został zaangażowany do roli Wally’ego Wilkinsa, naiwnego i upośledzonego umysłowo góralskiego chłopca, w spektaklu See the Jaguar wystawionym na Broadwayu w reżyserii Michaela Gordona. Podczas prac nad spektaklem poznał Arthura Kennedy’ego, który został jego kolejnym mentorem. Był chwalony za swój występ, ale sztuka została zdjęta z afisza po tygodniu od premiery z uwagi na krytyczne recenzje. W 1953 wystąpił w serialach, programach i spektaklach telewizyjnych: Kate Smith Hour (w skeczu The Hound of Heaven), Treasury Men in Action, You Are There (odc. „The Killing of Jesse James”), Danger, T-Men (odc. „The Case of the Sawed-Off Shotgun”), Tales of Tomorrow (odc. „The Evil Within”), Campbell Soundstage (odc. „Something for an Empty Briefcase” i „Life Sentence”), Sentence of Death, The Big Story, Glory in Flower, Kraft Television Theater (odc. „Keep Out Honor Bright” i „A Long Time Till Dawn”), Armstrong Circle Theatre (odc. „The Bells of Cockaigne”), Robert Montgomery Presents (odc. „Harvest”). Również w 1953 zagrał lustrzane odbicie tytułowego bohatera w spektaklu The Scarecrow w Theater de Lys.
W 1954 za rolę Bachira, Araba-homoseksualistę, w spektaklu The Immoralist (reż. Daniel Mann), inscenizacji opowiadania André Gide’a Immoralista z 1902 otrzymał nagrodę Theatre World Daniela Bluma, ale wkrótce po premierze sztuki odszedł z obsady w związku ze sporem z reżyserem i w geście niezadowolenia ze zmian wprowadzonych do scenariusza . Pozytywne recenzje za występ w tej sztuce otworzyły mu drzwi do Hollywood. Wziął udział w czytaniu sztuki Sofoklesa Women of Trachis podczas inauguracji przesłuchań wieczornych w New School for Social Research w Greenwich Village. Niedługo później został obsadzony w roli Caleba Traska, buntowniczego syna pobożnego i wiecznie niezadowolonego z niego ojca (Raymond Massey), który pragnie poznać swoją matkę, burdelmamę z pobliskiego miasteczka (Jo Van Fleet), w dramacie Eli Kazana Na wschód od Edenu (East of Eden, 1955), adaptacji powieści Johna Steinbecka o tym samym tytule. Występ w filmie przyniósł mu popularność i zapewnił pochlebne recenzje. Po sukcesie Edenu skarżył się na nagłe zainteresowanie mediów jego osobą, ponieważ wolał skupić się na grze aktorskiej – z tego powodu niechętnie udzielał wywiadów. Jego ówczesnym agentem był Dick Clayton z Famous Artists.
Jeszcze przed premierą Na wschód od Edenu zagrał Roba, pomocnika kelnera (Kurt Kasznar) w ekskluzywnym hotelu, w spektaklu telewizyjnym Run Like a Thief (reż. Jeffrey Hayden) dla The Philco TV Playhouse. Następnie wystąpił jako rewolwerowiec w odcinku serialu Danger pt. „Padlock” i zagrał ciepło przyjęte przez krytyków role w spektaklach telewizyjnych I’m Fool i The Dark, Dark Hours (oba w reżyserii Donalda Medforda), które zostały wyemitowane w programie General Electric Theater. W 1955 pojawił się w filmach telewizyjnych: The Thief (wyemitowanym w The US Steel Hour) i The Unlighted Road (w Schlitz Playhouse of Stars).

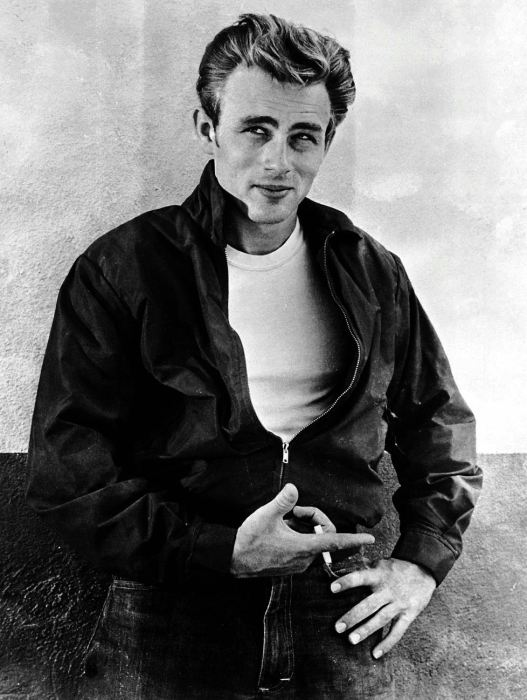
James Dean w Buntowniku bez powodu

W marcu 1955 wytwórnia Warner Bros. ogłosiła obsadzenie Deana w roli Jima Starka, samotnego buntownika i nierozumianego wyrzutka, desperacko pragnącego rodzicielskiej miłości ojca, w dramacie Nicholasa Raya Buntownik bez powodu (Rebel without a Cause, 1955). Występ w Buntowniku… przyniósł mu ogromną popularność. Za rolę w filmie został w 1955 nominowany pośmiertnie do Oscara dla najlepszego aktora pierwszoplanowego. Po występie w Buntowniku… został obsadzony w roli Jetta Rinka, opryskliwego wiejskiego potentata naftowego z Teksasu, w filmie George'a Stevensa Olbrzym (Giant, 1956) z Elizabeth Taylor i Rockiem Hudsonem. Żeby wyglądać wiarygodnie w roli 45-latka, przefarbował włosy na skroniach na siwo i wyeksponował zakola. Na potrzeby roli w filmie uczył się teksańskiego akcentu i studiował historię Teksasu. Poza planem rozwijał zainteresowanie fotografią, trenował akrobatykę, grywał na bongosach i flecie, ćwiczył balet, uczył się zasad kompozycji i dyrygentury oraz języka hiszpańskiego, a także zgłębiał tajniki filozofii hinduistycznej oraz grywał w tenisa, golfa i bilard. Za rolę w Olbrzymie otrzymał pochwalne recenzje i pośmiertną nominację do Oscara dla najlepszego aktora pierwszoplanowego.
Po zagraniu w Olbrzymie miał zagrać w spektaklach telewizyjnych: The Battler (realizowanym do programu Producers’ Showcase) i The Corn Is Green, był rozważany także do roli w filmie biograficznym o bokserze Rockym Graziano Między linami ringu (Somebody Up There Likes Me, 1956), jednak wszystkie plany zawodowe pokrzyżowała śmierć Deana.

## Śmierć i pogrzeb

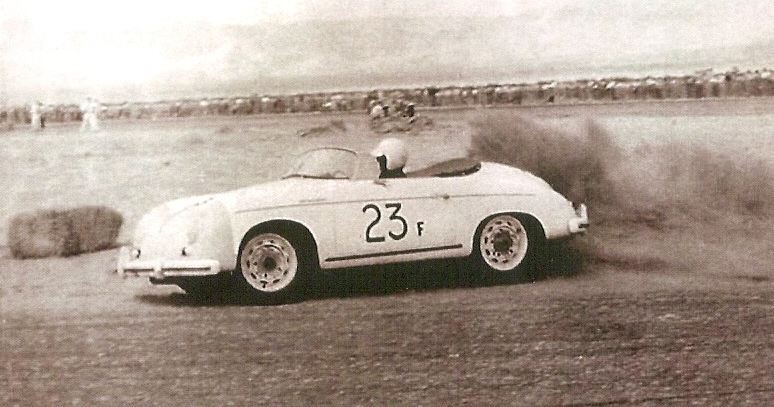
James Dean w Porsche 356 Speedster na wyścigu w Palm Springs (1955)

Po otrzymaniu roli w Buntowniku bez powodu kupił samochód marki MG T-Type, niedługo później nabył białego Forda Country Squire’a kombi, a następnie Porsche 356 Speedster, w którym startował w wyścigach (m.in. zwyciężył w amatorskim wyścigu samochodowym w Palm Springs). Po otrzymaniu roli w Olbrzymie kupił Porsche 550 Spyder. Aktor i scenarzysta Alec Guinness po ujrzeniu samochodu ostrzegł Deana, mówiąc: „Jeśli wsiądziesz do tego auta, za tydzień znajdą cię w nim martwego”. Aktor w tym okresie wykupił polisę ubezpieczeniową na 100 tys. dol.
30 września 1955 razem z mechanikiem, Rolfem Wütherichem, przygotowywał Porsche 550 do wyścigów samochodowych w Salinas w Kalifornii. Po drodze na miejsce został zatrzymany przez drogówkę i otrzymał mandat za przekroczenie prędkości. Jadąc do Paso Robles autostradą nr 66, niedaleko miejscowości Cholame zderzył się z Fordem Custom Tudor, prowadzonym przez Donalda Turnupseeda. Dean chwilę wcześniej miał powiedzieć: „Koleś się zatrzyma, przecież nas widzi”. Policjant Ron Nelson, który przyjął zawiadomienie o zdarzeniu, po dotarciu na miejsce wypadku zobaczył ledwo żywego Deana wnoszonego do ambulansu. Aktor został przewieziony do Paso Robles War Memorial Hospital, gdzie o godz. 17.59 stwierdzono jego zgon. Dean został pochowany na Park Cemetery w Fairmount.

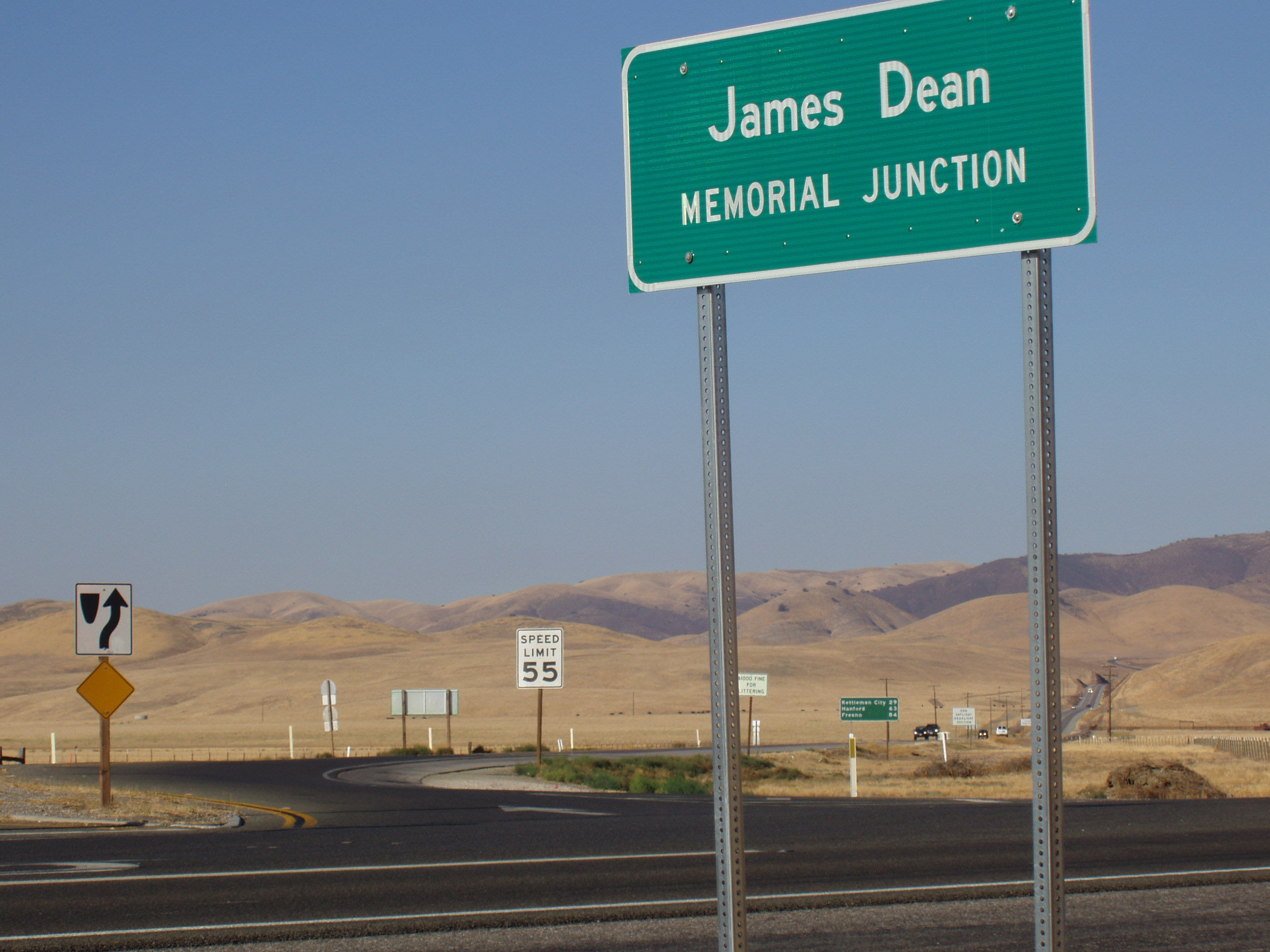
Skrzyżowanie dróg im. Jamesa Deana w Cholame

W 1957 w Cholame postawiono upamiętniający go pomnik wykonany z betonu i stali nierdzewnej, i zaprojektowany przez Seitę Ōnishiego, który na rzeźbie umieścił godziny narodzin i śmierci Deana oraz jego ulubiony wers z Małego Księcia Antoine’a de Saint-Exupéry’ego, odręcznie napisany przez Williama Basta: „To, co najważniejsze, jest niewidoczne dla oka”. We wrześniu 2005, dla uczczenia 50. rocznicy śmierci aktora, skrzyżowanie dróg nr 41 i 46 w Cholame nazwane zostało jego imieniem (lokalizacja skrzyżowania: 35°44′05″N 120°17′04″W/35,734722 -120,284444).

## Odbiór
Wielu młodych Amerykanów, żyjących w czasie, kiedy popularne były najważniejsze filmy Deana, identyfikowało się z granymi przez niego postaciami, zwłaszcza z Jimem Starkiem z Buntownika bez powodu. Val Holley w książce „James Dean. The Biography” z 1995 napisał: „Utożsamianie Deana z jego ekranowym wizerunkiem było tak silne, że przejmowano cały jego filmowy entourage, ignorując zupełnie sposób postępowania aktora w realnym życiu”.
Ze względu na liczne podobieństwa, m.in. charakter, wygląd, początki kariery i technikę aktorską, był często porównywany przez prasę do Marlona Brando.
Joe Hyams powiedział, że Dean był „jedną z niewielu gwiazd, takich jak Rock Hudson czy Montgomery Clift, którzy seksualnie pociągali zarówno kobiety, jak i mężczyzn”. Według Marjorie Garber, taka tendencja to „jakiś nie dający się opisać dodatkowy czynnik, czyniący gwiazdą”. „Ikonizacja” Deana była wynikiem zapotrzebowania ówczesnej młodzieży, pozbawionej prawa głosu, na jakąś nośną postać, z którą nastolatkowie mogliby się identyfikować. Dean stał się symbolem biseksualności, który prezentował na ekranie. Czytelnicy czasopisma „Gay Times” okrzyknęli Deana „gejowskim męskim symbolem wszech czasów”.
Uchodził za aktora naturalnie uzdolnionego, posiadającego instynkt sceniczny, potrafiącego improwizować i mającego umiejętności wchodzenia w życie granej postaci, ale mało elastycznego technicznie i pozbawionego techniki aktorskiej, m.in. operowania głosem. Miał także poważne kłopoty z czytaniem, dlatego często uczył się tekstu swojej postaci poprzez powtarzanie na głos tego, co recytowała inna osoba. George Stevens ocenił umiejętności aktorskie Deana słowami: „Potrafił odzwierciedlać psychologiczne komplikacje w swojej mowie i ruchach. Na tym polegała doskonałość jego sztuki. Wydawało się, iż instynktownie rozumie wszystkie trudności, jakie ludzie napotykają, kiedy próbują się porozumieć”.
Po premierze filmu Na wschód od Edenu zebrał pochlebne recenzje od wielu dziennikarzy – Hedda Hopper okrzyknęła Deana „najjaśniej wschodzącą gwiazdą w mieście”, a Mike Connolly ogłosił go „najjaśniejszą wschodzącą gwiazdą Hollywood”.

## Życie prywatne

### Związki i orientacja seksualna
Odkąd zdobył popularność, prasa często spekulowała o jego orientacji seksualnej – według niektórych źródeł był heteroseksualistą, według innych – biseksualistą lub gejem. Producent filmowy i aktor Jonathan Gilmore twierdził: „Jestem równie przeciwny wyciąganiu wniosku, że Jimmy był gejem, jak skłaniam się ku opinii, iż był szczerze oddanym homoseksualistą. (…) Uważał siebie za poszukiwacza, odkrywając życie, rzeczy i seks. Nie miał określonego stanowiska w żadnej z tych spraw. (…) Określenie siebie jako geja spowodowałoby wielkie napięcie, pomimo iż potrafił to znakomicie rozgrywać. Sam jednakże pierwszy wyśmiałby każdego, kto przypisywałby mu więcej niż tylko żyłkę poszukiwacza. (…) Kiedy chodził o jego rodzinę lub kobiety, z którymi od czasu do czasu romansował, Dean był niezwykle drażliwy na punkcie swoich związków z homoseksualistami i skrzętnie to ukrywał bądź też kłamał na ten temat”. Biogram William Bast wspominał o homoseksualnych kontaktach aktora Deana oraz o jego znajomości barów i środowiska gejowskiego. O homoseksualnej orientacji Deana przekonani byli również m.in. Alec Wilder (kompozytor i przyjaciel aktora), Gavin Lambert (biograf Natalie Wood) i Nicholas Ray. Dean, zapytany o swoją seksualność, odpowiedział: „Nie jestem homoseksualistą, ale też nie zamierzam iść przez życie z jedną ręką związaną za plecami”. Podczas komisji poborowej do wojska na przełomie lat 40. i 50. miał oświadczyć, że jest gejem, jednak najpewniej uczynił to, by zostać zwolnionym ze służby.

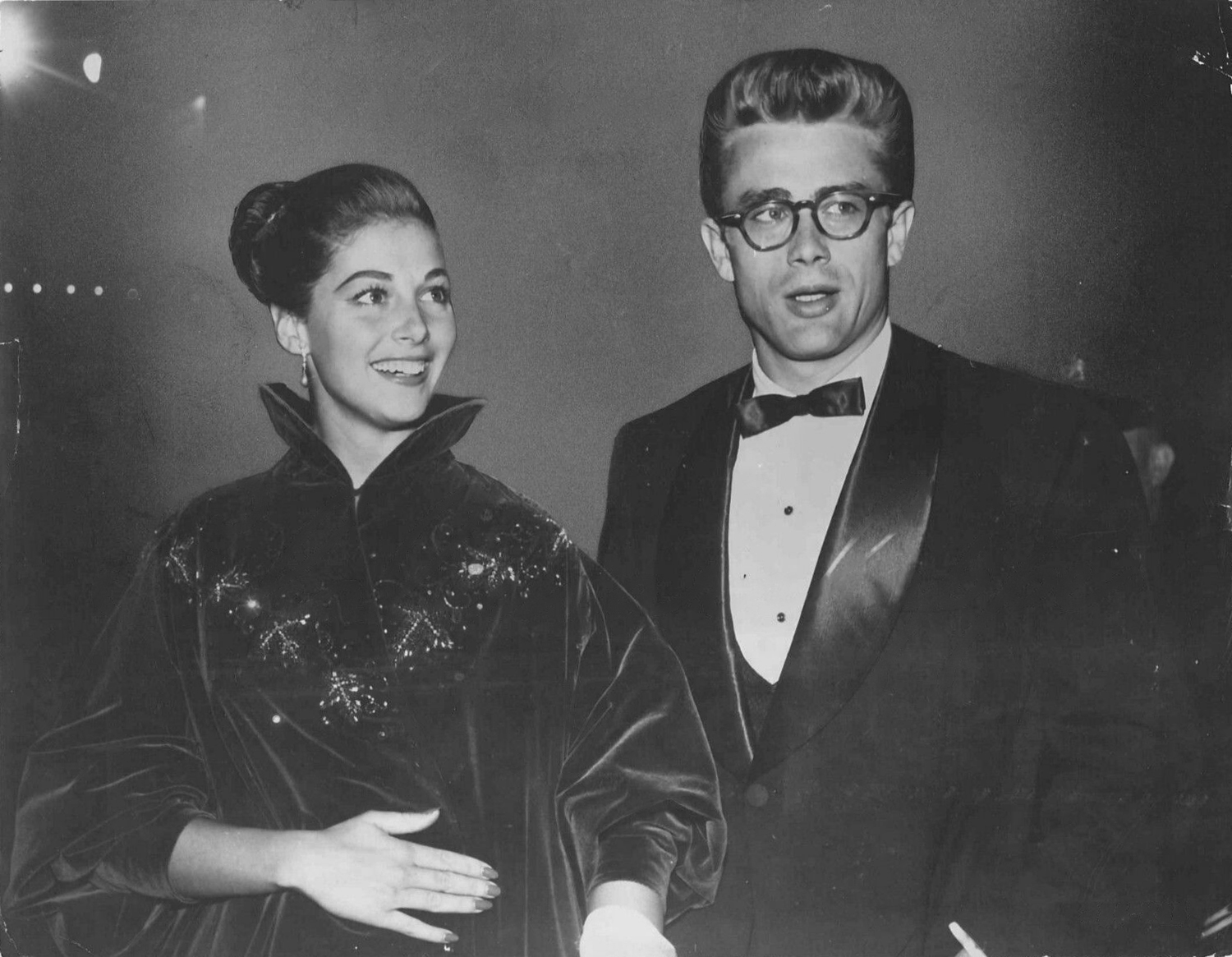
James Dean z Pier Angeli (1954)

W okresie nastoletnim spotykał się ze starszą o 11 lat Bette McPherson, Janettą Lewis, Doanne Hixon i Kay Mock. Na początku kariery aktorskiej pozostawał w nieformalnych związkach z aktorkami: Beverly Wills, Christiną White i Barbarą Glenn, reżyserem Rogersem Brackettem i tancerką Elizabeth Sheridan. Następnie był związany z Pier Angeli i Lili Kardell oraz romansował z Jackiem Simmonsem i Natalie Wood. Utrzymywał kontakty seksualne z producentem filmowym Jonathanem Gilmore’em, aktorką Betsy Palmer i aktorem Marlonem Brando. Podczas kręcenia Olbrzyma nawiązał romans z aktorką Ursulą Andress.

### Majątek
Według szacunków „Forbesa”, dom Deana w 2004 wciąż przynosił pięć milionów dolarów zysku rocznie.

## Filmografia

### Produkcje kinowe
| Rok  | Tytuł                    | Postać                 | Komentarz                                                        |
| ---- | ------------------------ | ---------------------- | ---------------------------------------------------------------- |
| 1951 | Bagnet na broń           | Doggie                 | (niewymieniony w czołówce)                                       |
| 1952 | Marynarzu, strzeż się    | sekundant boksera      | (niewymieniony w czołówce)                                       |
| 1952 | Has Anybody Seen My Gal? | chłopak przy fontannie | (niewymieniony w czołówce)                                       |
| 1953 | Trouble Along the Way    | statysta               | (niewymieniony w czołówce)                                       |
| 1955 | Na wschód od Edenu       | Caleb Trask            | - Nominacja do Oscara - Nominacja do nagrody BAFTA - Jussi Award |
| 1955 | Buntownik bez powodu     | Jim Stark              | - Nominacja do nagrody BAFTA                                     |
| 1956 | Olbrzym                  | Jett Rink              | - Nominacja do Oscara - Złoty Glob                               |

### Filmy i seriale telewizyjne
- Father Peyton’s Family Theater, odcinek Hill Number One (wielka sobota, 1 kwietnia 1951)
- The Web, odcinek Sleeping Dogs (20 lutego 1952)
- Studio One, odcinek Ten Thousand Horses Singing (3 marca 1952)
- Lux Video Theater, odcinek The Foggy, Foggy Dew (17 marca 1952)
- Kraft Television Theater, odcinek Prologue to Glory (21 maja 1952)
- Studio One, odcinek Abraham Lincoln (26 maja 1952)
- Hallmark Hall of Fame, odcinek Forgotten Children (2 czerwca 1952)
- The Kate Smith Show, odcinek Hounds of Heaven (15 stycznia 1953)
- Treasury Men in Action, odcinek The Case of the Watchful Dog (29 stycznia 1953)
- You Are There, odcinek The Capture of Jesse James (8 lutego 1953)
- Danger, odcinek No Room (14 kwietnia 1953)
- Treasury Men in Action, odcinek The Case of the Sawed-Off Shotgun (16 kwietnia 1953)
- Tales of Tomorrow, odcinek The Evil Within (1 maja 1953)
- Campbell Soundstage, odcinek Something for an Empty Briefcase (17 lipca 1953)
- Studio One Summer Theater, odcinek Sentence of Death (17 sierpnia 1953)
- Danger, odcinek Death is My Neighbor (25 sierpnia 1953)
- The Big Story, odcinek Rex Newman, Reporter for the Globe and News (11 września 1953)
- Omnibus, odcinek Glory in Flower (4 października 1953)
- Kraft Television Theater, odcinek Keep Our Honor Bright (14 października 1953)
- Campbell Soundstage, odcinek Life Sentence (16 października 1953)
- Kraft Television Theater, odcinek A Long Time Till Dawn (11 listopada 1953)
- Armstrong Circle Theater, odcinek The Bells of Cockaigne (17 listopada 1953)
- Robert Montgomery Presents the Johnson’s Wax Program, Harvest Records (23 listopada 1953)
- Danger, odcinek The Little Women (30 marca 1954)
- Philco TV Playhouse, odcinek Run Like a Thief (5 września 1954)
- Danger, odcinek Padlocks (9 listopada 1954)
- General Electric Theater, odcinek I’m a Fool (14 listopada 1954)
- General Electric Theater, odcinek The Dark, Dark Hour (12 grudnia 1954)
- U.S. Steel Hour, odcinek The Thief (4 stycznia 1955)
- Lux Video Theatre, Życie Emila Zoli (10 marca 1955) – pojawił się w wywiadzie promującym Na wschód od Edenu po zakończeniu programu
- Schlitz Playhouse of Stars, odcinek The Unlighted Road (6 maja 1955)

### Nagrody
- Nagroda Akademii Filmowej
  - 1955: Na wschód od Edenu (nominacja)
  - 1956: Olbrzym (nominacja)
- Złoty Glob 1956: Olbrzym

## Teatr
Występy na Broadwayu
- See the Jaguar (1952)
- The Immoralist (1954) – na podstawie książki André Gide’a

Występy off-broadwayowskie
- The Metamorphosis (1952) – na podstawie noweli Franza Kafki
- The Scarecrow (1954)
- Women of Trachis (1954)
- La légende de Jimmy – musical Michela Bergera i Luca Plamondona

## Filmy dokumentalne i biograficzne
Niekompletna lista nielicznych aktorskich biografii Deana oraz filmów i odcinków biograficznych seriali dokumentalnych poświęconych aktorowi. Wymieniono jedynie filmy: oficjalne, wydawane w kolejne rocznicy śmierci aktora, trwające co najmniej godzinę, zawierające wartościowe materiały bądź pozytywnie oceniane przez fanów Deana i miłośników kina.
- 1957: The James Dean Story – dokument powstały niedługo po śmierci Deana, zawierający wywiady m.in. ze stryjostwem, u którego się wychowywał, zaprzyjaźnionym taksówkarzem czy właścicielem jego ulubionej restauracji w Los Angeles
- 1974: James Dean we wspomnieniach (James Dean Remembered) – dokument telewizyjny powstały w 19. rocznicę śmierci Deana. Zawiera wywiady z Natalie Wood, Salem Mineo, Sammym Davisem Jr., Rockiem Hudsonem i Steve’em Allenem
- 1975: James Dean: The First American Teenager – dokument zawierający wywiady m.in. z mieszkańcami Fairmount, którzy poznali go, gdy był dzieckiem
- 1976: James Dean: Portrait of a Friend
- 1988: Forever James Dean
- 1991: James Dean: The Final Day – odcinek telewizyjnego miniserialu Naked Hollywood współtworzonego przez BBC. Zawiera wywiady w Williamem Bastem, Liz Sheridan i Mailą Nurmi, otwarcie rozmawia się o orientacji seksualnej Deana
- 1996: James Dean: A Portrait – dokument telewizyjny
- 1997: James Dean: Wyścig z przeznaczeniem (James Dean: Race with Destiny) – fabularyzowana biografia
- 2001: James Dean: Buntownik? (James Dean) – fabularyzowana biografia telewizyjna
- 2001: James Dean: Born Cool
- 2002: James Dean: Outside the Lines – odcinek amerykańskiego serialu Biography, zawierający wywiady z Rodem Steigerem, Williamem Bastem i Martinem Landau
- 2005: Niezwykła osobowość: James Dean we wspomnieniach (Sense Memories) – odcinek telewizyjnego serialu biograficznego American Masters, opowiadający o ostatnich osiemnastu miesiącach życia Deana[142]
- 2005: James Dean: Wiecznie młody (James Dean: Forever Young) – dokument powstały w 50. rocznicę śmierci Deana. Zawiera wiele nigdy wcześniej nie publikowanych materiałów, na jego potrzebny twórcy odnaleźli m.in. 29 z 37 występów telewizyjnych aktora[142]
- 2005: James Dean: Kleiner Prinz, Little Bastard – niemiecka biografia telewizyjna, zawierająca wywiady z Williamem Bastem, Marcusem Winslowem Jr. i Robertem Hellerem
- 2005: James Dean: Mit Vollgas durchs Leben – austriacka biografia telewizyjna, zawiera wywiady z Rolf Wütherich i Williamem Bastem
- 2006: Living Famously – odcinek dokumentalnego serialu biograficznego, wyprodukowany przez australijską telewizję, zawiera wywiady z Martinem Landau, Betsy Palmer, Williamem Bastem i Bobem Hinkle’em
- 2006: September 30, 1955 – dokument o ostatnim dniu życia Deana

## Odniesienia w popkulturze
Dean został wspomniany bądź jest bohaterem m.in. następujących utworów:

- „There is a Light That Never Goes Out” – The Smiths
- „Will You Be Home Tonight” – Alcatrazz
- „New Americana” – Halsey
- „Style” – Taylor Swift
- „Rather Die Young” i „Welcome to Hollywood” – Beyoncé
- „Vogue” – Madonna
- „American Pie” – Don McLean
- „Footballer’s Wife” – Amy Macdonald
- „5 Years Time” – Noah and the Whale
- „Chciałbym umrzeć jak James Dean” – Partia
- „Helicopter” i „Rhododendrons” – Bloc Party
- „I Wanna Be Loved Like That” – Shenandoah
- „Jack and Diane” – John Mellencamp
- „James Dean” – The Eagles
- „James Dean” – Goo Goo Dolls
- „James Dean (I Wanna Know)” – Daniel Bedingfield
- „James Dean” – Stan Zvezda
- „Janis Joplin Hands” – Socratic
- „Mr. James Dean” – Hilary Duff
- „Peach Trees” – Rufus Wainwright
- „Rock On” – David Essex
- „Rockstar” – Nickelback
- „Some Girls Do” – Sawyer Brown
- „Allure” – Jay-Z
- „Bla bla bla” – Perfect
- „Everything Flows” – Anita Lipnicka i John Porter
- „Walk on the Wild Side” – Lou Reed
- „Speechless” – Lady Gaga
- „Under the Gun” – The Killers
- „These Days” – Bon Jovi
- „We Didn’t Start the Fire” – Billy Joel
- „Blue Jeans” – Lana Del Rey
- „Children of The Bad Revolution” – Lana Del Rey
- „Love Without Tragedy/Mother Mary” – Rihanna
- „Jimmy Dean” – Troll
- „James Dean” – Alexz Johnson
- „If I’m James Dean, Then You’re Audrey Hepburn” – Sleeping with Sirens
- „Ridin’ with James Dean” – Joan Jett and the Blackhearts
- „Boomerang” – The Summer Set
- „Barlights” – Fun
- „Ghost Town” – Adam Lambert
- „Gorgeus” – X Ambassadors
- „Sweater & Jeans” – Super Junior-D&E
- „Nazywam się Organek” – Ørganek
- „Prawie jak Kurt” – Skubas
- „JD” – ASAP Rocky
- „Dziki plan” – Clock Machine
- „Moonlight” – Ariana Grande
- „Rose Gold” – Pentatonix
- „Ordinary Life” – The Weeknd

Philip J. Fry, bohater serialu Futurama, przypomina z wyglądu postać zagraną przez Deana w Buntowniku bez powodu. W książce Fobos Victora Dixena kanadyjski piosenkarz występujący jako postać epizodyczna jest opisywany jako „młody James Dean”. W książce Homeward Bound Harry’ego Turtledove’a, pisarza science-fiction specjalizującego się w historii alternatywnej, Dean nie ginie w wypadku, a pojawia się w jeszcze kilku innych filmach, m.in. Rescuing Private Ranfall, bazującym na Szeregowcu Ryanie.
Plakat z Deanem pojawia się w sitcomie Happy Days i filmie Grease. W serialu Świat według Bundych Al i Bud kilkakrotnie wymieniają imię Deana.
W Ze śmiercią jej do twarzy (1992) Dean pojawia się na przyjęciu dla osób, które zakupiły specyfik zapewniający nieśmiertelność, zaś w Pulp Fiction (1994) przebrany jest za niego jeden z kelnerów w Jackrabbit Slim’s (w obydwu filmach w postać Deana wcielił się Eric Clark). Dean pojawia się także w odcinku pt. „I Dream of Jesus” animowanego serialu Family Guy (2008), w którym głosu udziela mu Steve Callaghan. Nawiązania do Deana pojawiają się również w filmach: Głośniej od bomb (2001) i Parnassus: Człowiek, który oszukał diabła (2009), w których zostaje określony – obok Rudolpha Valentino i księżnej Diany – jako nieśmiertelne bóstwo żyjące w świadomości ludzi.
W 1996 został upamiętniony na znaczku pocztowym w związku z serią „Legendy Hollywoodu”.